# Pseudotryphia atralba
Pseudotryphia atralba är en fjärilsart som beskrevs av Emilio Berio 1976-1977 [1977. Pseudotryphia atralba ingår i släktet Pseudotryphia och familjen nattflyn. Inga underarter finns listade.